# Neuillac
Neuillac és un municipi francès situat al departament del Charente Marítim i a la regió de la Nova Aquitània. L'any 2007 tenia 278 habitants.

## Demografia

### Població
El 2007 la població de fet de Neuillac era de 278 persones. Hi havia 106 famílies de les quals 30 eren unipersonals (17 homes vivint sols i 13 dones vivint soles), 38 parelles sense fills, 34 parelles amb fills i 4 famílies monoparentals amb fills.
La població ha evolucionat segons el següent gràfic:
Habitants censats

### Habitatges
El 2007 hi havia 126 habitatges, 106 eren l'habitatge principal de la família, 8 eren segones residències i 11 estaven desocupats. 124 eren cases i 1 era un apartament. Dels 106 habitatges principals, 80 estaven ocupats pels seus propietaris, 20 estaven llogats i ocupats pels llogaters i 6 estaven cedits a títol gratuït; 1 tenia una cambra, 3 en tenien dues, 14 en tenien tres, 20 en tenien quatre i 68 en tenien cinc o més. 82 habitatges disposaven pel capbaix d'una plaça de pàrquing. A 52 habitatges hi havia un automòbil i a 45 n'hi havia dos o més.

### Piràmide de població
La piràmide de població per edats i sexe el 2009 era:
| Homes | Edats   | Dones |
| ----- | ------- | ----- |
| 0     | 95 o +  | 0     |
| 0     | 90 a 94 | 0     |
| 4     | 85 a 89 | 4     |
| 0     | 80 a 84 | 12    |
| 12    | 75 a 79 | 8     |
| 0     | 70 a 74 | 0     |
| 12    | 65 a 69 | 12    |
| 4     | 60 a 64 | 12    |
| 8     | 55 a 59 | 4     |
| 4     | 50 a 54 | 0     |
| 24    | 45 a 49 | 12    |
| 8     | 40 a 44 | 24    |
| 8     | 35 a 39 | 4     |
| 8     | 30 a 34 | 0     |
| 0     | 25 a 29 | 8     |
| 4     | 20 a 24 | 0     |
| 16    | 15 a 19 | 8     |
| 8     | 10 a 14 | 20    |
| 8     | 5 a 9   | 16    |
| 4     | 0 a 4   | 0     |

## Economia
El 2007 la població en edat de treballar era de 156 persones, 116 eren actives i 40 eren inactives. De les 116 persones actives 104 estaven ocupades (60 homes i 44 dones) i 11 estaven aturades (3 homes i 8 dones). De les 40 persones inactives 8 estaven jubilades, 15 estaven estudiant i 17 estaven classificades com a «altres inactius».

### Ingressos
El 2009 a Neuillac hi havia 114 unitats fiscals que integraven 278 persones, la mediana anual d'ingressos fiscals per persona era de 16.771 €.

### Activitats econòmiques
Dels 7 establiments que hi havia el 2007, 1 era d'una empresa alimentària, 3 d'empreses de construcció, 2 d'empreses de comerç i reparació d'automòbils i 1 d'una empresa d'informació i comunicació.
Dels 3 establiments de servei als particulars que hi havia el 2009, 2 eren guixaires pintors i 1 lampisteria.
L'any 2000 a Neuillac hi havia 21 explotacions agrícoles que ocupaven un total de 646 hectàrees.

## Equipaments sanitaris i escolars
El 2009 hi havia una escola elemental integrada dins d'un grup escolar amb les comunes properes formant una escola dispersa.

## Poblacions més properes
El següent diagrama mostra les poblacions més properes.